# Lordiphosa stackelbergi
Lordiphosa stackelbergi är en tvåvingeart som först beskrevs av Oswald Duda 1935.  Lordiphosa stackelbergi ingår i släktet Lordiphosa och familjen daggflugor. Inga underarter finns listade i Catalogue of Life.